# RCA洗浄
半導体製造におけるRCA洗浄とは、シリコンウェハーの標準的な洗浄方法で、高温プロセス（酸化、拡散、化学気相成長）の前に行われる。
RCA社のWerner Kernが1965年に基本的なプロセスを開発した。RCA洗浄は次の化学プロセスをこの順で行う。
1. 有機物汚染とパーティクル汚染の除去
2. 酸化物層の除去
3. イオン汚染の除去

## 標準レシピ
ウェハーは脱イオン水に浸しておく。
ウェハーが極めて汚染されている場合、事前にピラニア溶液で洗浄する。
ウェハーは各段階の間に脱イオン水で十分にリンスする。

理想的には、以下のステップは石英ガラス容器で調整された溶液にウェハーを浸して行われる（ホウケイ酸ガラスは不純物が溶け出し汚染するため使用してはならない）。
同様に薬品中の不純物がウェハー汚染につながるため、電子工業グレード（またはCMOSグレード）を用いることが推奨される。

### 第１段階 (SC-1): 有機物とパーティクルの除去
第１段階 (SC-1, SCはStandard Cleanの意) は、75または80 ℃ で約10分間、以下の比率の混合液で洗浄する（比率を変えることもある）。
- 5 ：脱イオン水
- 1 ：NH4OH (水酸化アンモニウム, 29% NH3) 水溶液
- 1 ：H2O2 (過酸化水素, 30%) 水溶液

この塩基-過酸化物の混合物が有機残留物を除去する。
またSC-1は表面と粒子のゼータ電位を調整するため、非溶解性のパーティクルも効果的に除去する。
SC-1によってシリコン表面に約10オングストロームの薄い二酸化ケイ素層が形成し、ある程度の金属汚染（特に鉄）が起こるため、その後の段階で除去する必要がある。

### 第２段階: 酸化物層の除去
（ベアシリコンウェハーにおいて行われることがある）第２段階は1:100または1:50のHF（フッ化水素）溶液に25 ℃で約15秒間浸漬させ、酸化物層とイオン汚染を除去する。
この段階で超高純度試薬と超清浄容器を用いなければ、ベアシリコン表面は非常に反応性が高いため再汚染を引き起こしてしまう。
次の段階 (SC-2) では酸化物層の溶解と再生を行う。

### 第３段階 (SC-2):イオン汚染の除去
最終段階となる第３段階（SC-2)では75または80 ℃で約10分間、以下の洗浄をする（比率を変えることもある）。
- 6 ：脱イオン水
- 1 ：HCl (塩化水素, 37%) 水溶液
- 1 ：H2O2 (過酸化水素, 30%) 水溶液

SC-2では残った微量金属イオン汚染やSC-1で混入した金属イオン汚染を効果的に除去する。
またSC-2では薄い不動態化層を作り、その後の汚染を防いでくれる（ベアシリコンでは直ちに汚染されてしまう）。

### 第４段階: リンスと乾燥
高純度薬品とクリーンなガラス容器でRCA洗浄を行うと、ウェハーは水に浸かっている間は非常にクリーンな表面を持つ。
表面は容易に有機物や水中に浮遊するパーティクルによって再汚染するため、リンスと乾燥段階は正しく行わなければならない。
リンスと乾燥を効果的に行うために様々な手法がとられる。

## 付加的な段階
ex-situな洗浄プロセスにおける第１段階では、トリクロロエチレン、アセトン、メタノールと超音波を使ってウェハーの油分を取り除く。